# Christos Wheeler
Christos Wheeler (cyp. Χρήστος Γουίλερ; ur. 29 czerwca 1997 roku w Limassolu) – cypryjski piłkarz amerykańskiego pochodzenia grający na pozycji lewego obrońcy. W sezonie 2020/2021 występuje w klubie APOEL FC.

## Kariera juniorska
Wheeler jako junior grał dla Apollona Limassol. 1 lipca 2014 roku trafił on do drużyny seniorskiej tego klubu.

## Kariera seniorska

### Apollon Limassol
Wheeler grał dla Apollona przez 3 lata. Zadebiutował w jego barwach 27 października 2014 roku w meczu z Ethnikosem Achna (wyg. 3:0). Pierwszą i jedyną bramkę dla tego klubu zdobył on 16 maja 2015 roku w przegranym 1:3 spotkaniu z Anorthosisem Famagusta. Łącznie dla Apollona Limassol Cypryjczyk wystąpił w 19 meczach i strzelił 1 gola.

### Karmiotisa FC
Wheeler przeniósł się do Karmitiosy FC 10 sierpnia 2016 roku w ramach wypożyczenia. Debiut dla tego zespołu zaliczył on 22 sierpnia 2016 roku w zremisowanym 1:1 spotkaniu przeciwko Arisowi Limassol. Piłkarz ten strzelił swojego pierwszego gola dla tego klubu 4 stycznia 2017 roku w meczu z AEL Limassol (przeg. 1:4). Łącznie dla Karmitiosy FC Cypryjczyk rozegrał 29 spotkań, zdobywając przy tym jedną bramkę.

### AEL Limassol
Wheeler podpisał kontrakt z AEL Limassol 4 lipca 2017 roku. Zadebiutował w jego barwach 21 października 2017 roku w przegranym 1:0 meczu z Omonia Nikozja. Pierwszą bramkę dla tego zespołu zdobył on 16 marca 2019 roku w spotkaniu również z Omonia Nikozja (przeg. 3:1). Łącznie dla AEL Limassol Cypryjczyk wystąpił w 64 meczach, strzelając 1 gola.

### APOEL FC
Wheeler przeniósł się do APOEL-u FC 31 stycznia 2020 roku za 350 tys. €. Debiut w barwach tego klubu zaliczył on 12 września 2020 roku w wygranym 1:0 meczu z jego byłym klubem – AEL Limassol. Do 19 marca 2021 roku Cypryjczyk rozegrał dla APOEL-u 25 spotkań, nie zdobywając żadnej bramki.

## Kariera reprezentacyjna
Wheeler grał dla młodzieżowych reprezentacji Cypru: U-17 (lata 2012–2014, 6 meczów, bez gola), U-19 (lata 2014–2015, 4 mecze, bez gola) oraz U-21 (lata 2016–2018, 17 meczów, 1 gol). Dla seniorskiej reprezentacji Cypryjczyk zadebiutował 19 listopada 2019 roku w spotkaniu przeciwko Belgii (przeg. 6:1).
| Numer | Przeciwko   | Ranga                   | Data                 | Gole | Asysty | Wynik meczu (żół. remisy, czer. porażki) |
| ----- | ----------- | ----------------------- | -------------------- | ---- | ------ | ---------------------------------------- |
| 1     | Belgia      | Eliminacje do EURO 2020 | 19 listopada 2019    | 0    | 0      | 6:1                                      |
| 2     | Czarnogóra  | Liga Narodów UEFA       | 5 września 2020      | 0    | 0      | 0:2                                      |
| 3     | Luksemburg  | Liga Narodów UEFA       | 10 października 2020 | 0    | 0      | 2:0                                      |
| 4     | Azerbejdżan | Liga Narodów UEFA       | 13 października 2020 | 0    | 0      | 0:0                                      |